# Anne Pratt
Anne Pratt (5 de desembre de 1806, Strood, Kent - 27 de juliol de 1893, Londres) va ser una de les il·lustradores botàniques i ornitològica més populars de l'època victoriana.
Va publicar una vintena de llibres al llarg de la seva vida, i es va fer famosa amb Wild Flowers of the Year (1852), i la pròpia reina Victòria va sol·licitar personalment exemplars de totes les obres de Pratt.

## La vida
Anne (també coneguda com Annie) va ser la segona de les tres filles de Sara Bundock (1780–1845) i Robert Pratt (1777–1819).
Es va interessar per les plantes, la botànica i el dibuix des de molt jove, ja que sovint estava confinada a l'interior a causa de la mala salut i del seu genoll detoriorat. Com era exclosa dels esports durant la seva infantesa, es va animar molt ràpid a dedicar-se a dibuixar.
Paral·lelament, Pratt va ser educada a Eastgate House, Rochester, i va ser introduïda a la botànica, considerat en aquella època un camp adequat per a dones.
Va ser, i és, considerada una de les il·lustradores de l'època victoriana més famoses. Aquesta època és coneguda com l'època daurada de l'art botànic, amb una sèrie de dones dotades que hi participaven, ja que es considerava una persecució acceptable de “dimonia”. Aquesta edat d'or reflectia un creixent interès per la jardineria en la societat anglesa i pels nous i ràpids desenvolupaments en tecnologia per a la impressió i publicació de llibres.
Com passava sovint amb il·lustradores botàniques de l'època, particularment autodidactes com Pratt, el seu treball va ser criticat per no ser aparentment científic o prou precís.
Malgrat aquestes crítiques, Pratt va demostrar un vast coneixement botànic, i va trobar èxit financer i popular amb els seus llibres, que li van proporcionar els seus únics ingressos fins que es va casar als 60 anys.
Durant la seva vida va viure a Brixton (1826), a Londres on va desenvolupar la seva carrera com a il·lustradora durant molts anys, a Dover el 1849 i a East Grinstead el 1866. Un cop casada amb John Pearless, es van establir a Redhill.
Finalment, Pratt va morir a Shepherd's Bush, Londres el 1893.

## Obres

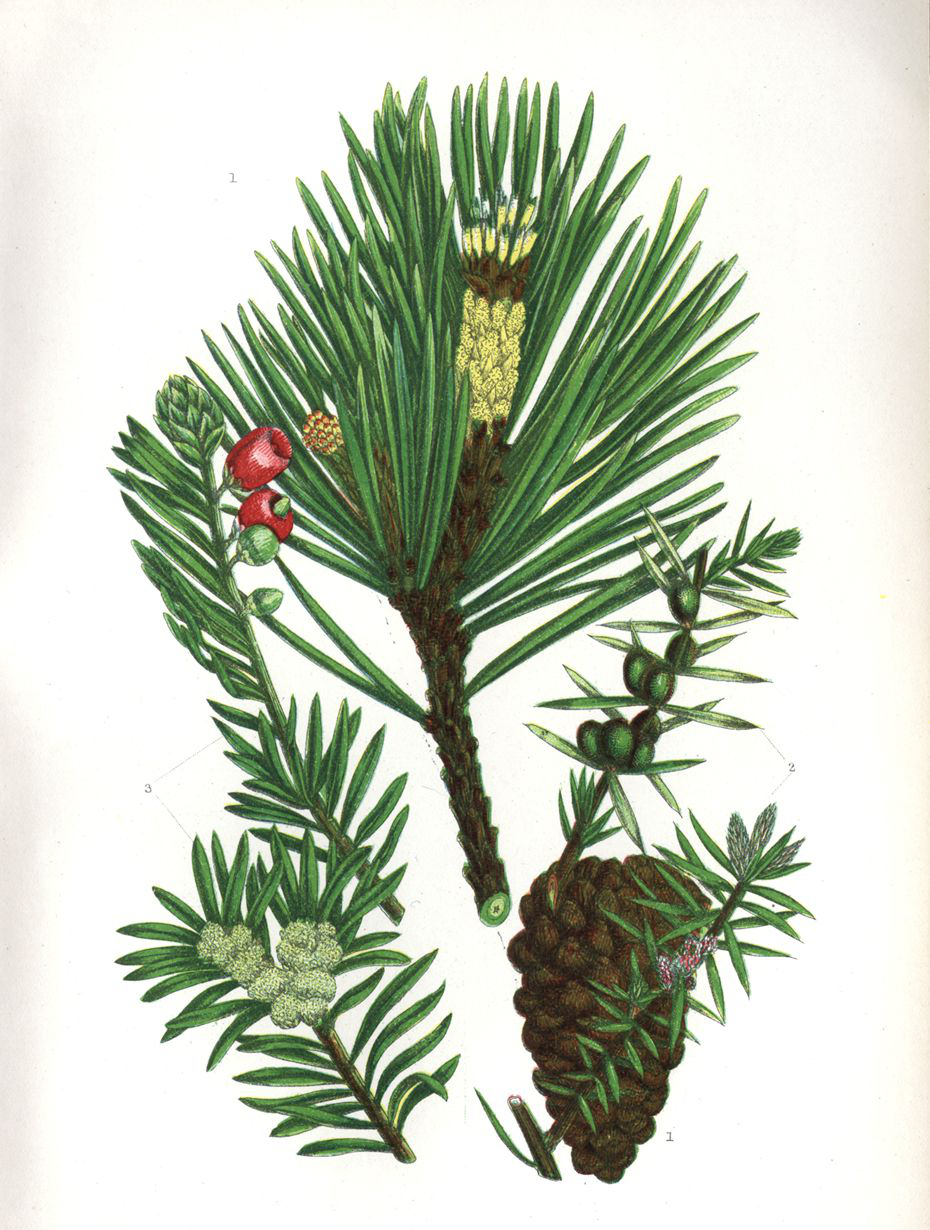
Placa 213 de "Les plantes amb flor de Gran Bretanya", que mostra el pi roig, el ginebre i el teix.

Pratt es va destacar per primera vegada amb Flors silvestres de l'any (Wild Flowers of the Year), publicat entre 1852 i 1853, que va ser dedicat a la reina Victòria amb el permís del monarca. Pratt va fer més de 20 llibres, que va il·lustrar amb cromolitografies, en els quals va col·laborar amb un gravador expert en el procés de cromolitografia. Les seves obres van ser escrites amb un estil accessible però precís que va ser responsable de la popularització de la botànica en la seva època.
Des del seu primer llibre, Les flors i les seves associacions (Flowers and their associations), les seves obres es van vendre bé, però no va aconseguir mai el reconeixement de la crítica com a conseqüència d'un menyspreu burgès cap a la dona autodidacta.
L'obra magna de Pratt és Les plantes florents, les herbes, els cicatrius i les falgueres de Gran Bretanya i els seus aliats, les molses, les pebres i cues de cavall (The Flowering Plants, Grasses, Sedges, and Ferns of Great Britain and Their Allies the Club Mosses, Pepperworts, and Horsetails), un projecte de sis volums que avalua més de 1500 espècies, amb 300 il·lustracions, que es va publicar durant una dècada, entre 1855 i 1873. Les il·lustracions utilitzen un tipus de litografia en color (cromolitografia) coneguda com el mètode Baxter, una tècnica comercial usada per crear imatges en color per apropar el seu treball a un públic més ampli ja que eren més assequibles. L'obra es va utilitzar durant molt de temps com a obra de referència estàndard: les il·lustracions de falgueres del volum final van romandre en ús fins a la segona meitat del segle xx.
Alguns dels seus treballs estan disponibles a la Biblioteca del Patrimoni de la Biodiversitat.

## Obres seleccionades

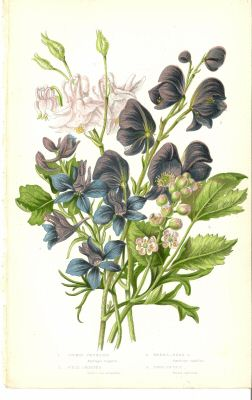
Columbine, larkspur i wolfsbane il·lustració d'Anne Pratt per Wild Flowers, 1852.

- El camp, el jardí i el bosc, 1838.
- Les flors i les seves associacions, 1840.
- El Catecisme Pictòric de Botànica . Londres: Suttaby and Co., 1842.
- Les falgueres de Gran Bretanya, c. 1850.
- Flors silvestres, 1852 (2 vols.). També publicat com a tapics d'aula.
- Plantes verinoses, nocives i sospitoses, dels nostres camps i boscos, 1857.
- Les plantes amb flors, herbes, juncs i falgueres de Gran Bretanya i els seus aliats, les molses, les pebres i les cues de cavall . Londres: Frederick Warne and Co., 1855–1873, 6 vols. (Originalment només 5 volums, publicats entre 1855 i 1866, com a The Flowering Plants of Great Britain ; el 6è volum, sobre herbes, carinyes i falgueres, es va afegir el 1873).
- Capítols sobre coses comuns de la vora del mar . Societat per a la promoció del coneixement cristià, 1850.
- Els nostres cantants natius . Societat per a la promoció del coneixement cristià, 1853.
- Refugis de les flors silvestres . Routledge, Warne i Routledge, 1863.
- Les Flors del Jardí de l'Any . Religious Tract Society, 1846.
- Flors silvestres de l'any . Religious Tract Society, 1846.
- La dona excel·lent tal com es descriu a Proverbis 31 . Religious Tract Society, 1863.

- Four flowering and fruiting plants, illustration by Anne Pratt.
- Four willow stems with catkins, illustration by Anne Pratt.
- A bee orchid by Anne Pratt.